# Alfonso Portugal
Alfonso Portugal Díaz (21 de gener de 1934 - 12 de juny de 2016) fou un futbolista mexicà.

## Selecció de Mèxic
Va formar part de l'equip mexicà a la Copa del Món de 1958.